# جيري ماكورميك
جيري ماكورميك (بالإنجليزية: Jerry McCormick)‏ هو لاعب كرة قاعدة أمريكي، ولد في 31 ديسمبر 1861 في فيلادلفيا في الولايات المتحدة، وتوفي بنفس المكان في 11 سبتمبر 1905.

## وصلات خارجية
- جيري ماكورميك على موقعبيزبول رفرنس.كوم (الدوري الرئيسي) (الإنجليزية)
- جيري ماكورميك على موقعبيزبول رفرنس.كوم (الدوري الثانوي) (الإنجليزية)